# 가와미나미정
가와미나미정(일본어: 川南町)은 일본 미야자키현 중부에 있는 고유군의 정이다.

## 지리
미야자키현 중동부에 있고 미야자키시에서 북동쪽으로 약 35km 떨어진 미야자키 평야 북부에 위치하고 있다. 서쪽 일부는 오스즈 산지이고 이외에는 하안 단구가 펼쳐져 해안 부근까지 뻗어 있다. 동쪽은 휴가나다와 접한다. 정의 중심부를 히라타강이 흐르고 정의 북단부를 나메키강이 흐르고 있다.

### 인접한 자치체
- 고유군 다카나베정, 쓰노정, 기조정

## 역사
- 1889년 5월 1일 - 정촌제 시행으로 고유군 가와미나미촌이 성립하였다.
- 1953년 2월 11일 - 정으로 승격해 가와미나미정이 되었다.

## 경제
광대한 대지를 이용해 축산업을 중심으로 대규모 농업을 하고 있다. 식품공업도 번성하며 어업도 행해진다. 개척자의 출신지가 일본 전역에 이르는 것 때문에 "가와미나미 합중국"으로도 불린다.

## 교통

### 철도
- 규슈 여객철도 닛포 본선

### 도로
- 국도 10호선

## 자매 도시

### 일본
- 아오모리현 도와다시
- 후쿠시마현 니시시라카와군 야부키정